# ラトガース大学
ラトガース・ニュージャージー州立大学（ラトガース・ニュージャージーしゅうりつだいがく、Rutgers, The State University of New Jersey）、通称ラトガース大学（Rutgers University、Rutgers、RU）は、アメリカ合衆国東海岸ニュージャージー州の州立総合研究大学である。1766年11月10日創立であり、植民地時代に創設された全米で8番目に古い歴史をもつ名門大学である。
全米の州立大学のうちアイビーリーグと同質の教育を受けられるパブリック・アイビーの一校に数えられており、主要世界大学ランキングでも常に上位にランクされている。
ラトガース大学は、ラトガーズ大学とも表記される。

## 歴史
15世紀末、コロンブスがアメリカ大陸に到着してから、16世紀にはスペインとフランスが、17世紀にはイギリスとオランダが、アメリカへの植民を開始し植民地が広がっていくが、それとともに牧師の不足が深刻化した。当時、牧師になるためにはヨーロッパの限られた神学校で教育を受け資格を得なければならなかったが、植民地の人々はアメリカにも牧師を養成し資格を認定できる学校を作ろうとした。1776年のアメリカ合衆国独立以前に正式な学位を授与する植民地大学としての認可を受けた9校がコロンビア、ハーバード、イェール、プリンストン、ウィリアム・アンド・メアリー、ペンシルバニア、ブラウン、ダートマス、そしてラトガース大学だった。いずれも当時は、プロテスタント会派の人々が学校の設立と運営を支援した。

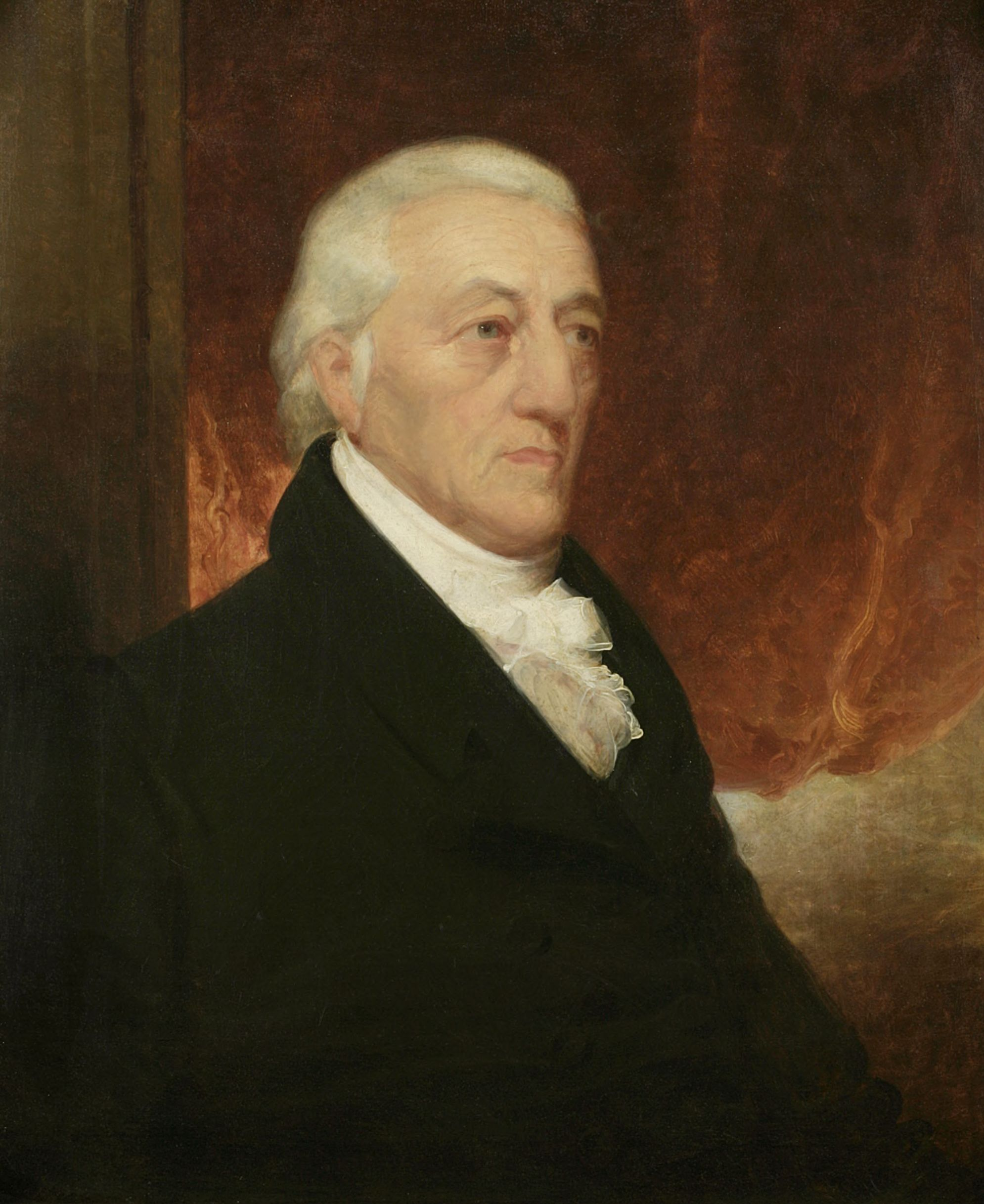
ヘンリー・ラトガース大佐

1766年、ラトガースはオランダから殖民してきたオランダ改革派教会の人々の支援で設立され、当時のイギリス国王ジョージ3世の王妃であったシャーロット王妃をたたえ、クイーンズカレッジという名称で設立されたが、後に経営危機に陥った時に独立戦争で戦功のあったヘンリー・ラトガース大佐の援助を受けて再建。1825年にラトガース大学と改名した。
ランドグラント・カレッジ法（農業および機械技術を振興するための州立カレッジの設立奨励法）に基づき、1865年に科学校（Scientific  School）が新たに設けられ、1868年には科学学部として古典学部に並立する形で正式にカレッジに組み込まれた。1869年にはアメリカで最初といわれる歴史的なフットボールの試合がプリンストン大学との間に行われた。  
ラトガース大学は先に述べた牧師養成のための植民地大学9校の内、州立大学となった2校のうちの1つで、ランドグラント大学（1864年）を経て州立大学（1956年）となった。州立大学となったもう1校はウィリアム・アンド・メアリー大学である。1989年からは、北米に在する62校の優れた研究大学で構成されるアメリカ大学協会に所属する。2014年にはビッグテンカンファレンスに招待されその正式メンバーとなった。同年、教育コンソーシアムの一つであるCIC（Committee on Institutional Cooperation）にも参加している。

## キャンパス

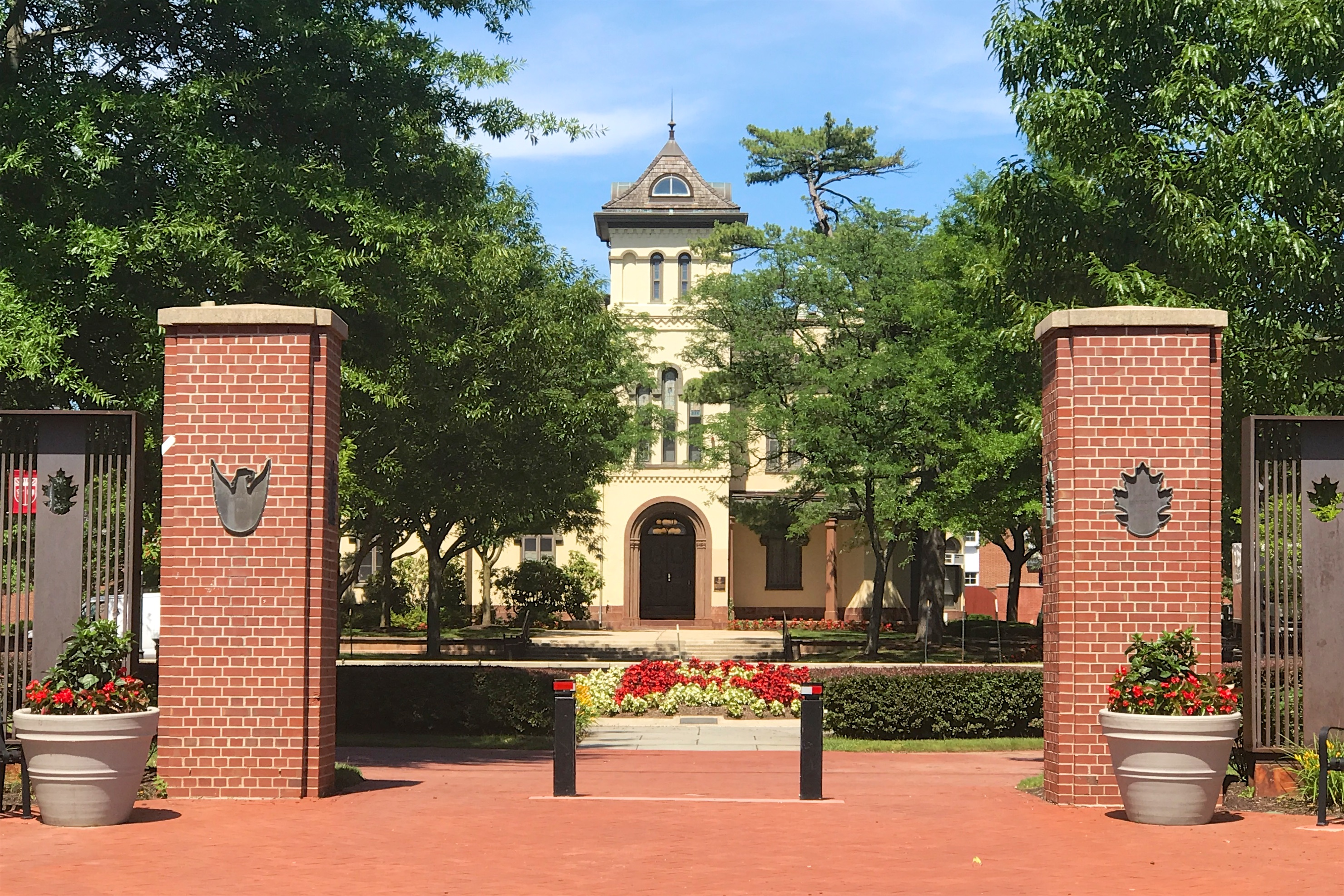
ラトガース大学ビショップハウス

- ニューブランズウィック/ピスカタウェイ・キャンパス
- キャムデン・キャンパス
- ニューアーク・キャンパス

生徒の人種構成が多様である。内訳は以下の通り。白人: 45.2%, アジア系アメリカ人: 20.2%, ヒスパニック: 11.7%, 黒人: 10.2%, 留学生: 6.3%, その他: 7%
大学本部はニューブランズウィックに置かれており、隣接する州ニューヨークのマンハッタンから電車（ニュージャージー・トランジット）で50分ほどである。

## 教育
州立大学のため一般的な名門私立大学と比較すると授業料は安いが、州外から入学する学生(海外からの留学生含む)の授業料は高く設定されており、授業料だけで年間約28,000ドル(約300万円)である。
卒業生にミルトン・フリードマン（1976年ノーベル経済学賞受賞）や、セルマン・ワクスマン（1952年ノーベル生理学・医学賞受賞）がいる。
以下は本部ニューブランズウィック校と同校に設置されている各学部、研究過程、専門大学院のランキングである。

### 主要世界大学ランキング
- THE世界大学ランキング: 第172位（2018年度）[8]
- QS世界大学ランキング: 第283位（2018年度）[9]
- 世界大学学術ランキング: 第79位（2017年度）[10]
- CWUR世界大学ランキング: 第49位（2017年度）[11]

### U.S.News & World Report大学ランキング
- 全米大学総合ランキング: 第40位（2024年度）[12]
- 全米州立大学ランキング: 第15位（2024年度）
- 世界大学ランキング：第97位（2018年度）[13]

#### US NEWS主要研究課程ランキング(2019)[14]
- 英語学：第15位
- 心理学：第53位
- 社会学：第28位
- 歴史学：第21位
- 政治学：第45位
- 経済学：第47位
- 数学：第22位
- 統計学：第40位
- 計算機科学：第37位
- 物理学：第28位
- 化学：第67位
- 生物学：第73位
- 工学：第52位

#### 専門大学院
- 経営学大学院(MBA)：第44位
- 教育学大学院：第43位
- 公共政策大学院：第52位
- 図書館情報学大学院：第7位

さらに、ニューアーク・キャンパスには、行政大学院(29位)及び法科大学院(86位)などの専門大学院が設置されている。
そのほか大学研究施設の全米ランキングに於いては、哲学(2位)、地質学(9位)、地理学(13位)、言語学(17位)、芸術史(20位)、経営工学(21位)、比較文学(22位)などが挙げられる。
Wall street&Technologyによれば、ビジネススクール内に設置されている数理ファイナンスの修士プログラムは全米で7位と評価され、前後にはプリンストン大学(6位)とスタンフォード大学(8位)がランクされている。

## スポーツ

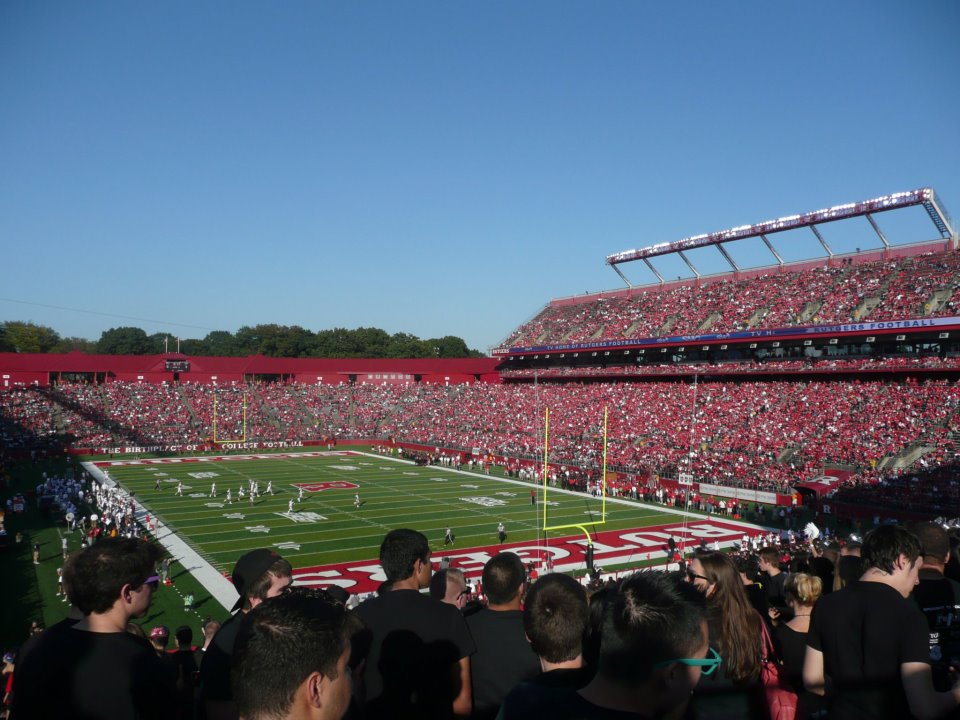
ハイポイントソリューションスタジアムの様子

スクールカラーはスカーレット（緋色または赤）。チーム名は「ラトガース・スカーレットナイツ」。
2006年時点でアメリカンフットボール、男女サッカー、フィールドホッケー、女子バレーボール、女子バスケットボールなどのチームが優秀な成績を収めている。ビッグ・イースト・カンファレンスに属していたが、2014年から新しくビッグテンカンファレンスに移籍することになった。
ピスカタウェイにあるアメリカンフットボールのスタジアム(High Point Solutions Stadium)は改築後五万人を収容する。
アイビーリーグの前身となった、4校によるスポーツリーグに加盟していた。ちなみにこの4校リーグは、ラトガース大学、コロンビア大学、プリンストン大学、およびイェール大学で、設立は1876年11月にさかのぼる。
アメリカン・フットボールで、初の大学対抗試合は、ラトガースで行われた（1869年11月6日、対プリンストン大学）。

## その他
- College Avenueにあるアレキサンダー図書館ではウィリアム・グリフィスが集めた当時の資料が数多く保存されている。
- College Avenueにある、トラックを改造して作られた屋台の群からなる「グリース・トラック」では、ステーキ、鶏肉、チーズ、フレンチフライ、モッツァレッラ、ハラペーニョなどを含んだ、健康的ではないもののボリュームのあるサンドイッチを味わえる。腹を空かせた学生に大変人気があり、大学名物の一つ。

## 日本との関わり
1858年（安政5年）に日米修好通商条約が調印されると、アメリカのプロテスタント各派（特に米国の聖公会、長老教会、オランダ改革派の三派）が一斉に日本に宣教師を派遣した。オランダ改革派に属していたのが明治維新後の日本の近代化に大いに関係するブラウンズ、シモンズ、フルベッキである。
フルベッキは、明治政府の顧問となり、多くの留学生を斡旋したが、必然的に自らの教派の学校であるラトガース大学に多くを留学させることになった。幕末から明治18年までに、ラトガース大学や付属のグラマースクールで学んだ日本人学生は300人以上いた。その中には、明治新政府の要人になる人材も多数含まれた。まず、フルベッキがアメリカに送った最初の日本人が、幕府の海外渡航解禁前の慶応2年（1866年）にラトガースに留学した横井小楠の甥の横井佐平太・大平兄弟だった。その他、福井藩士の日下部太郎、岩倉具視の息子の岩倉具定・具経兄弟、勝海舟の息子の勝小鹿、最後の上田藩主の松平忠礼とその異母弟・松平忠厚、松方コレクションで有名な松方幸次郎らもラトガースに留学していた。また、ラトガースからはウィリアム・グリフィスやエドワード・ウォーレン・クラークなど宣教師となった卒業生を日本に教師として派遣し、日本でのキリスト教布教と近代化に大きな貢献をした。初代駐日公使ハリスの後任として、リンカーン大統領が任命したのも、ラトガース大学出身のオランダ改革派ロバート・プルインであった。
1867年、福井藩最初の海外留学生として日下部太郎は第16代福井藩主・松平春嶽の命を受けて渡米し、ラトガース大学に入学した。日下部は学業では素晴らしい成果を修めたものの、卒業を前に肺結核に倒れ、1870年に26歳で没した。日下部の墓は今もラトガース大学のあるニュージャージー州ニューブランズウィック市にある。日下部と深い親交を結んだウィリアム・グリフィスは、のちに日下部の出身地である福井藩の藩校で教鞭を取る。そのような関係から、日下部の出身地である福井市とニューブランズウィック市は姉妹都市関係にある。
その後も幕末からの10年間で少なくとも300人以上の日本人がラトガース大学に留学した。その中には松方コレクションで有名な松方幸次郎、海援隊隊士として活動した菅野覚兵衛や白峰駿馬、さらに勝海舟の嫡男・勝小鹿や岩倉具視の息子である岩倉具定・岩倉具経兄弟、最初に渡米した横井佐平太・横井太平兄弟がいた。

### ラトガース大学出身の関連人物

#### 19世紀
- 駒井重格 - 専修学校（現・専修大学）創立者の一人、経済学者、官僚
- 工藤精一 - 東京出身。ラトガース大学を正規に卒業。のちに札幌農学校（現・北海道大学）、立教大学校（現・立教大学）、専修学校（現・専修大学）教授
- 日下部太郎 - 越前福井藩士
- 松平忠礼 - 信濃上田藩第7代藩主（最後の藩主）。ラトガース大学を正規に卒業。のちに子爵
- 横井左平太・大平 - 熊本出身。横井小楠の甥
- 畠山義成（留学中は杉浦弘蔵と名乗っていた） - 東京開成学校（東京大学の前身の一つ）校長[20]
- 服部一三 - 長州藩士。ラトガース大学を正規に卒業。のちに岩手、広島、長崎、兵庫県知事
- ジェームス・ハミルトン・バラ - 宣教師。日本で最初にできたプロテスタント教会の牧師
- ウィリアム・グリフィス - 明治時代のお雇い外国人。明新館、大学南校の教師
- エドワード・ウォーレン・クラーク - 明治時代のお雇い外国人。静岡学問所、東京開成学校の教師

#### 20世紀
- 中妻照雄 - 慶應義塾大学経済研究所所長、慶應義塾大学経済学部教授
- 晝馬明 - 浜松ホトニクス代表取締役
- 石山徳子 - 明治大学教授

## 著名な卒業生
主要記事：w:List of Rutgers University people
- ミルトン・フリードマン - ノーベル経済学賞受賞者
- セルマン・ワクスマン - ノーベル生理学・医学賞受賞者
- ジェイムズ・ブリッシュ - SF作家
- ジョナサン・キャロル - ファンタジー作家
- ロバート・ピンスキー - 詩人
- ポール・ロブスン - 俳優
- キャリスタ・フロックハート - 女優（『アリー my Love』のアリー・マクビール役）
- クリスティン・デイヴィス - 女優（『セックス・アンド・ザ・シティ』のシャーロット・ヨーク役）
- ジェームズ・ガンドルフィーニ - 俳優
- アーロン・スタンフォード - 俳優
- エイヴリー・ブルックス - 俳優
- ウェイド・ウィリアムズ - 俳優
- デビッド・スターン - NBAコミッショナー
- エンジェル・エチェバリア - 元プロ野球選手
- バル・マジュースキー - 元MLB選手
- エズラ・ワイズ - 声優、俳優
- デヴィッド・ブライアン（中退） - ボン・ジョヴィのキーボード
- パトリック・キブレハン - 野球選手[21]
- メアリ・ノリス - 作家、校正者